# 周良臣 (嘉靖進士)
周良臣（1535年—？），字相聖，號雲皋，湖廣荊州府公安縣貴湖里人，民籍，明朝政治人物。

## 生平
湖廣鄉試第十名舉人。嘉靖四十四年（1565年）中式乙丑科三甲第三十七名進士。吏部观政，本年六月授長洲縣知縣。在任期間整頓風氣，約束豪強。隆慶元年（1567年）三月因母亲陳氏去世丁憂去職。隆慶四年（1570年）四月復除南宫知县，五年八月选吏科给事中，六年三月升兵科右，七月升南昌知府，万历五年（1577年）正月升浙江副使，八年正月考察致仕。

## 家族
曾祖周志；祖父周友信；父周琳，旌德縣丞。母陳氏（1513年-1567年），贈恭人。弟良寀、良貴。